# Lục Chi
Đặc khu Lục Chi (chữ Hán giản thể: 六枝特区, bính âm: Lùzhī Tèqū) là một đặc khu hành chính thuộc địa cấp thị Lục Bàn Thủy, tỉnh Quý Châu, Cộng hòa Nhân dân Trung Hoa. Đặc khu này có diện tích 1792 km2, dân số năm 2002 là 610.000 người. Mã số bưu chính là 553400/553401. Chính quyền huyện đóng ở trấn Bình Trại.
Đặc khu này được chia thành các trấn: Bình Trại, Mộc Cương, Đại Dụng, Nham Cước và Lang Đại; các hương và hương dân tộc: hương dân tộc Di Triết Khê, hương dân tộc Bố Y Lũng Cước, hương dân tộc Di và Miêu Toa Tát, hương dân tộc Miêu - Di và Bố Y Trung Trại, hương dan tộc Di và Bố Y Lạc Biệt, hương dân tộc Miêu và Di Ngưu Trường, hương dân tộc Bố Y và Miêu Mao Khẩu, hương dân tộc Ngật Lão - Bố Y và Di 箐 Khẩu, hương dân tộc Di và Bố Y Sái Chí, Tân Trường, Tân Hóa và Tân Diêu.